# Коджалак (комуна)
Коджалак (рум. Cogealac) — комуна у повіті Констанца в Румунії. До складу комуни входять такі села (дані про населення за 2002 рік):
- Гура-Доброджей (172 особи)
- Коджалак (3316 осіб)
- Римніку-де-Жос (710 осіб)
- Римніку-де-Сус (127 осіб)
- Таріверде (1127 осіб)

Комуна розташована на відстані 195 км на схід від Бухареста, 43 км на північ від Констанци, 105 км на південний схід від Галаца.

## Населення
За даними перепису населення 2002 року у комуні проживали 7145 осіб.
Національний склад населення комуни:
| Національність   | Кількість осіб | Відсоток |
| ---------------- | -------------- | -------- |
| румуни           | 7137           | 99,9%    |
| угорці           | 3              | < 0,1%   |
| цигани           | 2              | < 0,1%   |
| росіяни-липовани | 2              | < 0,1%   |
| німці            | 1              | < 0,1%   |

Рідною мовою назвали:
| Мова      | Кількість осіб | Відсоток |
| --------- | -------------- | -------- |
| румунська | 7142           | > 99,9%  |
| угорська  | 2              | < 0,1%   |
| німецька  | 1              | < 0,1%   |

Склад населення комуни за віросповіданням:
| Релігія                                       | Кількість осіб | Відсоток |
| --------------------------------------------- | -------------- | -------- |
| православні                                   | 7016           | 98,2%    |
| адвентисти                                    | 55             | 0,8%     |
| баптисти                                      | 50             | 0,7%     |
| греко-католики                                | 5              | 0,1%     |
| не релігійні                                  | 4              | 0,1%     |
| римо-католики                                 | 3              | < 0,1%   |
| реформати                                     | 2              | < 0,1%   |
| п'ятдесятники                                 | 2              | < 0,1%   |
| лютерани (Синодально-пресвітеріанська церква) | 2              | < 0,1%   |
| старообрядці                                  | 1              | < 0,1%   |